# 皮西奧托山
83°46′S 163°0′E / 83.767°S 163.000°E
皮西奧托山，是南極洲的山峰，位於沙克爾頓海岸，屬於毛德王后山脈的一部分，海拔高度2,560米，以冰川學家命名，現時由南極條約體系管理。